# Mönchengladbach Hauptbahnhof
Mönchengladbach Hauptbahnhof, abgekürzt Mönchengladbach Hbf, ist der größte Bahnhof in Mönchengladbach (vor Rheydt Hauptbahnhof) und bildet mit dem Busbahnhof auf dem Vorplatz den zentralen Verkehrsknotenpunkt der Stadt. Seit Dezember 2009 verkehren wieder Züge des Fernverkehrs, des Weiteren halten planmäßig zahlreiche Linien des Nahverkehrs. Mönchengladbach ist in Deutschland die einzige Stadt mit zwei Hauptbahnhöfen.

## Lage
Der Hauptbahnhof hat die Adresse Europaplatz 1 und befindet sich im Stadtzentrum Mönchengladbachs. Die Fußgängerzone Hindenburgstraße mit zahlreichen Einzelhandelsgeschäften beginnt unmittelbar am Bahnhofsvorplatz, auf der ebenfalls durch den Fußgängertunnel des Bahnhofs erreichbaren Rückseite befinden sich eine Fahrradstation, zwei Lebensmittelgeschäfte, einige Fachmärkte, das Berufskolleg Platz der Republik für Technik und Medien sowie das Schwimmbad Vitusbad.

## Denkmalschutz
Der Hauptbahnhof mit seiner Empfangshalle, den Grundstrukturen, dem Bahnhofstunnel mit den erhaltenen originalen Wandfliesen, die Treppenaufgänge mit den Geländern und die tragenden Teile der Bahnsteighalle wurden aufgrund ihrer Bedeutung für die Geschichte der Stadt Mönchengladbach unter der Nr. E 029 am 6. Februar 1991 in die Denkmalliste der Stadt Mönchengladbach eingetragen.

## Geschichte
Der Bahnhof M.-Gladbach wurde 1851 eröffnet. 1908 wurde ein neues Empfangsgebäude errichtet. Dieses wurde im Zweiten Weltkrieg beschädigt und zunächst provisorisch wieder hergerichtet. Im Zuge des endgültigen Wiederaufbaus wurde es jedoch von Oktober 1958 bis März 1959 mit einer neu gestalteten vereinfachten Fassade versehen, wobei insbesondere der markante 50 Jahre alte geschwungene Giebel durch eine dem aktuellen Zeitgeist konformere und ebenfalls markante, nun aber betont rechteckige Frontpartie ersetzt wurde.
2029 soll ein Digitales Stellwerk im Bahnhof in Betrieb gehen. Ferner soll der Bahnhof mit ETCS ausgerüstet werden.

### Sanierung
Der Hauptbahnhof wird seit 2009 von Bahn, Land und Stadt komplettsaniert. Am 21. September 2009 hatten die Baumaßnahmen offiziell begonnen. Der erste Bauabschnitt betraf in erster Linie die Vorhalle des Bahnhofs. Anschließend erfolgten die Arbeiten am zweiten Abschnitt (Vorhalle und Ladengeschäfte). Der Umbau hatte noch Ende November 2010 pausiert, weil der vorgesehene Ankermieter McDonald’s den Vertrag mit der Deutschen Bahn nicht unterschreiben wollte. Die DB fand jedoch in der Drogeriekette Ihr Platz einen neuen Ankermieter und die Bauarbeiten wurden fortgesetzt. Die Arbeiten wurden in den weiteren Jahren aus verschiedenen Gründen immer wieder unterbrochen und verschoben. So war die Eingangshalle zwei Jahre lang ohne Türen, weil die Deutsche Bahn kein Unternehmen zur Ausführung der Arbeiten finden konnte. Die Sanierung des denkmalgeschützten Bahnhofstunnels war für das Jahr 2020 geplant.
Der zentrale Omnibusbahnhof (ZOB) auf dem Europaplatz wird seit 2022 komplett umgebaut. Hierzu wurden zunächst provisorische Haltepositionen eingerichtet, bevor im Mai 2022 der alte ZOB abgerissen wurde. Ziel des Umbaus ist es, auf einer Gesamtfläche von 13.100 Quadratmetern insgesamt 26 barrierefreie Haltestellen zu errichten und den Vorplatz autofrei zu gestalten. Zukünftig sollen neben den Bussen des öffentlichen Nahverkehrs ausschließlich Fahrräder und Fußgänger auf dem Platz verkehren. Durch den Umbau wird der Busbahnhof um 1,8 Meter in nördliche Richtung verschoben. Der Schienenersatzverkehr (SEV) soll zukünftig über die Rückseite des Hauptbahnhofs (Platz der Republik) abgewickelt werden. Die zuvor für den SEV vorgesehenen Haltestellen können durch andere Mobilitätsangebote genutzt werden.

## Infrastruktur

### Strecken
Am Mönchengladbacher Hauptbahnhof verzweigen sich die von der Aachen-Düsseldorf-Ruhrorter Eisenbahn-Gesellschaft erbauten Strecken. Die Bahnstrecke Aachen–Mönchengladbach nähert sich ihm von Aachen kommend aus Richtung Süden, nördlich des Bahnhofs schließt die Bahnstrecke Mönchengladbach–Düsseldorf an den Bahnhof an und verläuft in einer Kurve nach Osten weiter in Richtung Neuss. Diese beiden Strecken bilden gemeinsam die KBS 485. Ebenfalls nördlich des Bahnhofs beginnt die Bahnstrecke Duisburg-Ruhrort–Mönchengladbach (KBS 425) über Viersen und Krefeld nach Duisburg. Die früher nach Mönchengladbach-Neuwerk führende Verbindungsstrecke zur Bahnstrecke Krefeld–Rheydt verlief bis Eicken parallel zur Strecke nach Viersen, sie wurde jedoch bereits abgebaut.
Am südlichen Ende liegt schließlich noch der ehemalige Beginn der Bahnstrecke Mönchengladbach–Stolberg, die früher bis Hochneukirch auch für Züge nach Köln genutzt wurde. Die Gleise führen jedoch nur noch bis zum Bahnhof Rheydt-Geneicken (Gewerbegebiet Mitte) und werden ausschließlich für Güterverkehr genutzt. Züge nach Köln fahren seit der Stilllegung des Abschnitts Rheydt-Geneicken–Rheydt-Odenkirchen ausschließlich zunächst nach Rheydt Hauptbahnhof und anschließend über die Verbindungsstrecke von Rheydt Hauptbahnhof nach Rheydt-Odenkirchen.

### Gleise
Der Bahnhof hat zehn Bahnsteiggleise, von denen die Gleise 1–9 von einer Bahnhofshalle überspannt werden. Die Gleise 8 und 9 werden fast ausschließlich von Zügen der S-Bahn genutzt. Das Bahnsteiggleis 101 ist ein Stumpfgleis, das auf der nördlichen Seite des Bahnhofs am Bahnsteig von Gleis 1 liegt und vor der Bahnhofshalle an einem Prellbock endet. Östlich der Bahnhofshalle befinden sich drei bahnsteiglose Gleise, die gelegentlich als Abstellgleise genutzt werden, zwei davon sind Stumpfgleise. Östlich der Streckengleise nach Düsseldorf befand sich früher der Güterbahnhof. Nach dessen Abriss blieben nur drei Gleise als Überholgleise erhalten.

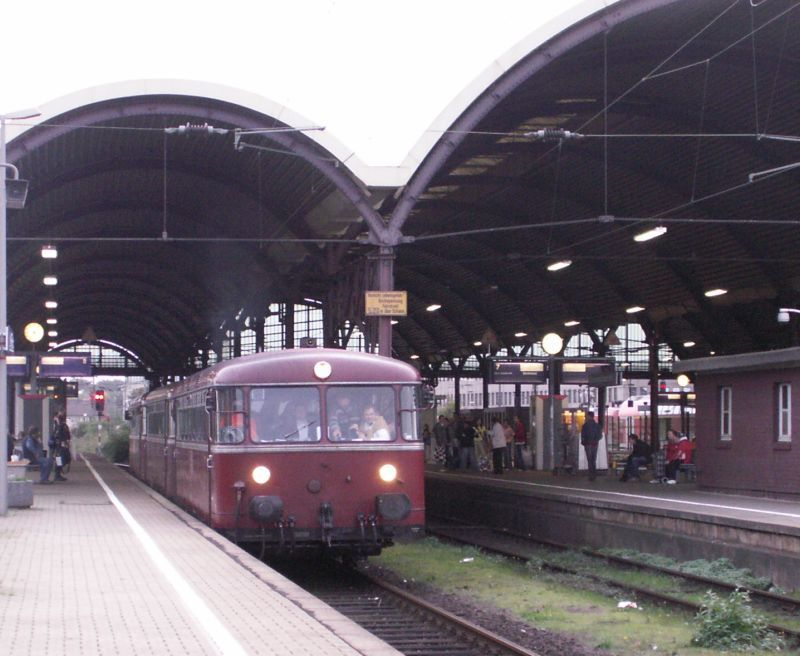
Schienenbus auf Sonderfahrt im Mönchengladbacher Hauptbahnhof

| Gleis       | Linie(n) und Ziele                                         | Besonderheiten                                                     |
| ----------- | ---------------------------------------------------------- | ------------------------------------------------------------------ |
| 1           | RB 33 Richtung Aachen Hbf, Fernverkehr Richtung Süden      |                                                                    |
| 2           | RB 34 von/nach Dalheim, Fernverkehr Richtung Norden        |                                                                    |
| 3           | RB 33 Richtung Essen Hbf RB 35 von/nach Gelsenkirchen Hbf  | RB 35 nur montags bis freitags selten auch Fernverkehr             |
| 4           | RE 42 von/nach Münster (Westf) Hbf                         |                                                                    |
| 5           | RE 4 Richtung Aachen Hbf RE 13 Richtung Venlo              | selten auch Fernverkehr                                            |
| 6           | RE 8 von/nach Koblenz Hbf RB 27 von/nach Koblenz Hbf       |                                                                    |
| 7           | RE 13 Richtung Hamm (Westf) Hbf RE 4 Richtung Dortmund Hbf | RE 13: Die Züge wechseln in Mönchengladbach Hbf die Fahrtrichtung. |
| 8           | RE 4 Richtung Aachen Hbf                                   | Nur HVZ-Verstärkerzüge Düsseldorf – Aachen                         |
| 9           | S 8 von/nach Hagen Hbf                                     |                                                                    |
| Stand: 2021 |                                                            |                                                                    |

### Bahnbetriebswerk
Nördlich des Hauptbahnhofs, an der Gabelung der Strecken nach Viersen und nach Neuss, befindet sich das Bahnbetriebswerk Mönchengladbach mit einer Dieselloktankstelle. Ferner gab es früher eine (schon längere Zeit stillgelegte) Waschstraße für Reisezugwagen (demontiert im Herbst 2013), eine Drehscheibe und einen Ringlokschuppen, in dem zahlreiche Dampfloks beheimatet waren. Die Grube der Drehscheibe wurde in den 2000er Jahren verfüllt und letzte Teile des Lokschuppens zwischen 2016 und 2019 abgerissen. Zuletzt waren in Mönchengladbach noch Akkumulatortriebwagen der Baureihe 515 zum Einsatz auf dem Eisernen Rhein nach Dalheim und Kleinlokomotiven (Köf II) beheimatet.
Die ehemalige Wartungshalle für Reisezugwagen im Bahnbetriebswerk Mönchengladbach wurde bis Juni 2008 vom Verein Dampfbahn Rur-Wurm-Inde e. V. genutzt; dann löste der Verein sich auf. Die Anlagen wurden oder werden weiterhin zum Abstellen von Reisezugwagen privater Anbieter genutzt.

Blick von Gleis 1 auf den ZOB und Haus Westland
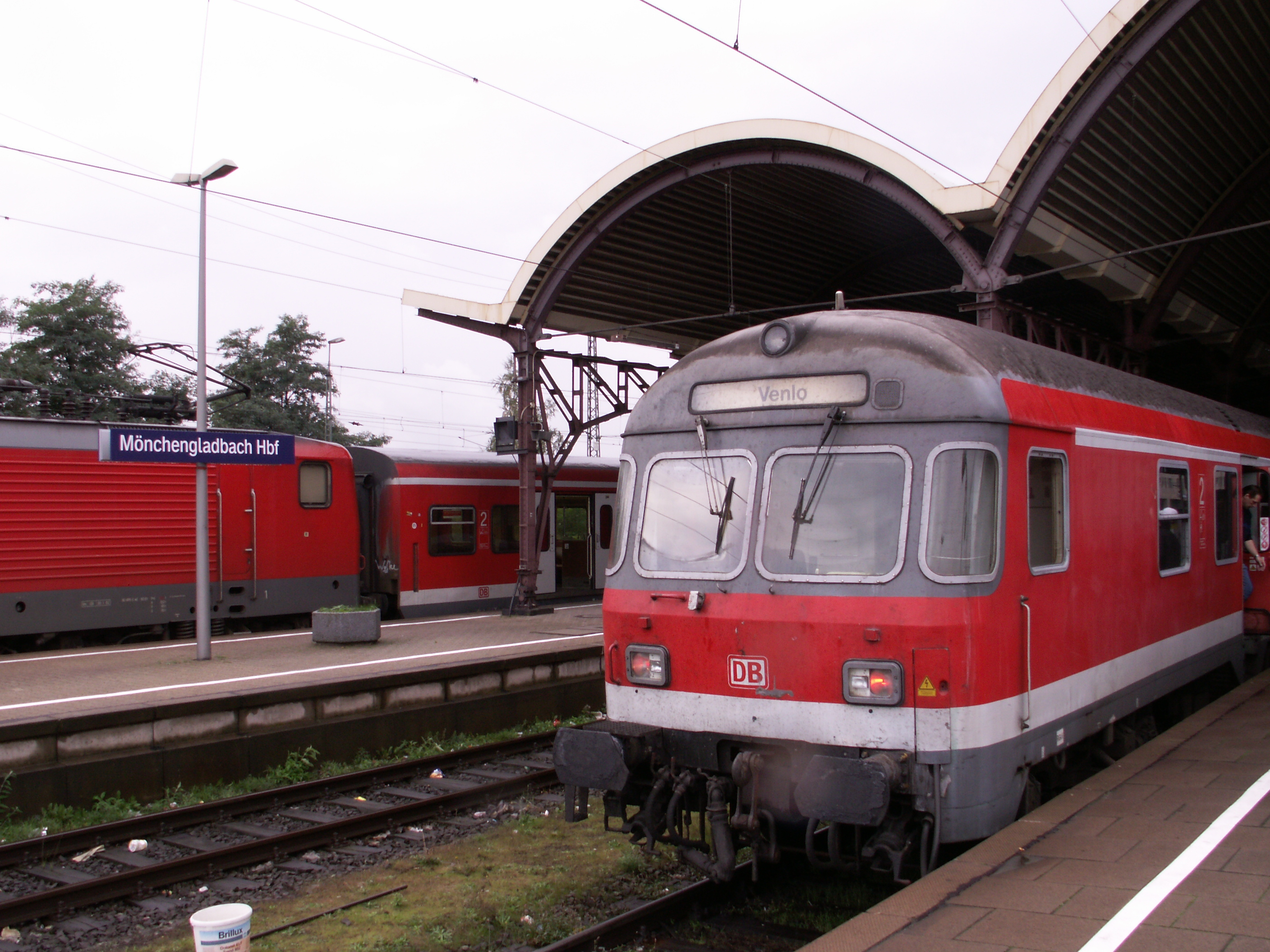
Regionalzüge
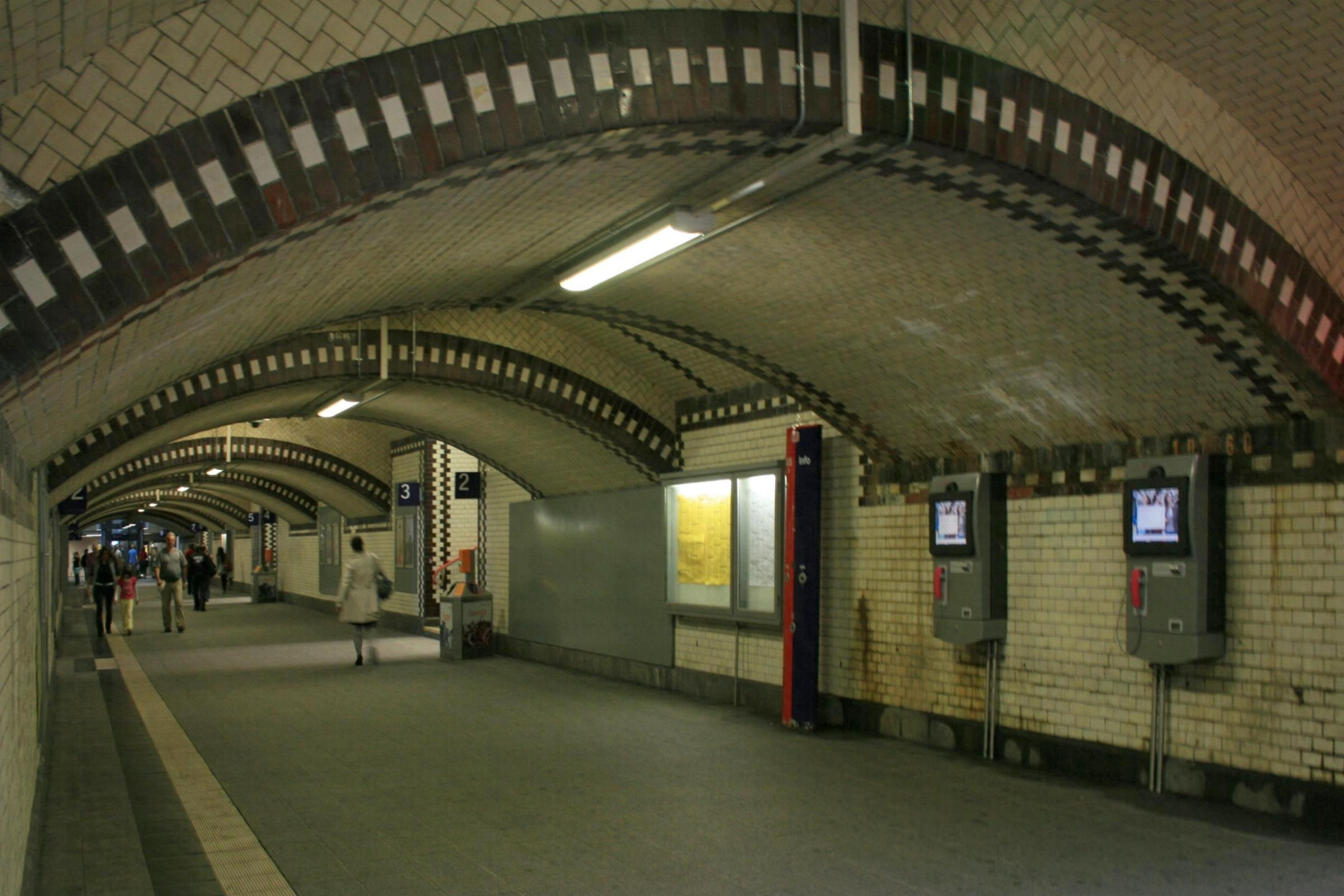
Tunnel mit Bahnsteigzugängen
Gleisanlage Süd

## Verkehr

### Nahverkehr

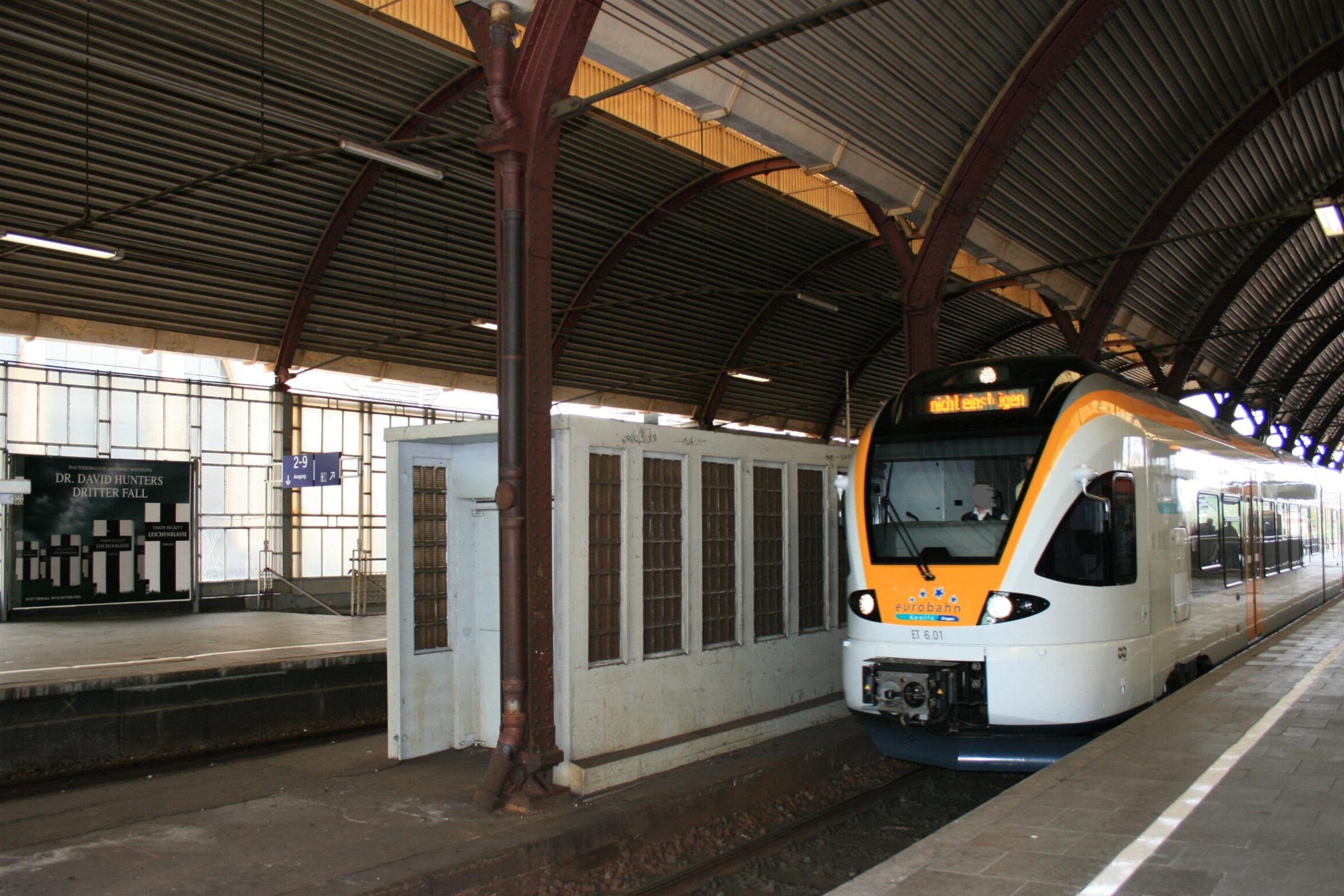
Zug der Eurobahn in Mönchengladbach Hauptbahnhof

Bahnsteigbereich mit Rhein-Haard-Express im Jahr 2008. Seit Dezember 2010 fährt die Linie nicht mehr nach Mönchengladbach.

Es verkehren folgende Nahverkehrslinien des Schienenverkehrs am Mönchengladbacher Hauptbahnhof:
| Linie | Linienname               | Linienverlauf | Takt                                                    | Betreiber        | Fahrzeuge        |
| ----- | ------------------------ | --- | ------------------------------------------------------- | ---------------- | ---------------- |
| RE4   | Wupper-Express           | Aachen Hbf – Aachen Schanz – Aachen West – (Kohlscheid) – Herzogenrath – Übach-Palenberg – Geilenkirchen – Lindern – (Brachelen) – Hückelhoven-Baal – Erkelenz – (Herrath – Wickrath) – Rheydt Hbf – Mönchengladbach Hbf – (Korschenbroich – Kleinenbroich) – Neuss Hbf – Düsseldorf-Bilk – Düsseldorf Hbf – Wuppertal-Vohwinkel – Wuppertal Hbf – Wuppertal-Barmen – Wuppertal-Oberbarmen – Schwelm – Ennepetal (Gevelsberg) – Hagen Hbf – Wetter (Ruhr) – Witten Hbf – Dortmund Hbf | 60 (einzelne Züge)                                      | National Express | 1462 (Desiro HC) |
| RE8   | Rhein-Erft-Express       | (Mönchengladbach Hbf – Rheydt Hbf – Rheydt-Odenkirchen – Hochneukirch – Jüchen – Grevenbroich) – Rommerskirchen – Stommeln – Pulheim – Köln-Ehrenfeld – Köln Hbf – Köln Messe/Deutz – Porz (Rhein) – Troisdorf – Friedrich Wilhelmshütte – Menden (Rheinl) – Bonn-Beuel – Bonn-Oberkassel – Niederdollendorf – Königswinter – Rhöndorf – Bad Honnef (Rhein) – Unkel – Linz (Rhein) – Bad Hönningen – Rheinbrohl – Neuwied – Urmitz Rheinbrücke – Koblenz-Lützel – Koblenz-Stadtmitte – Koblenz Hbf | 60 (Werktags)                                           | DB Regio NRW     | 1440             |
| RE13  | Maas-Wupper-Express      | Venlo – Kaldenkirchen – Breyell – Boisheim – Dülken – Viersen – Mönchengladbach Hbf – Neuss Hbf – Düsseldorf-Bilk – Düsseldorf Hbf – Wuppertal-Vohwinkel – Wuppertal Hbf – Wuppertal-Barmen – Wuppertal-Oberbarmen – Schwelm – Ennepetal (Gevelsberg) – Hagen Hbf – Schwerte (Ruhr) – Holzwickede (DO-Flughafen) – Unna – Bönen – Hamm (Westfalen) Hbf | 60                                                      | Eurobahn         | 428              |
| RE42  | Niers-Haard-Express      | Mönchengladbach Hbf – Viersen – Krefeld Hbf – Krefeld-Uerdingen – Rheinhausen – Duisburg Hbf – Mülheim (Ruhr)Hbf – Essen Hbf – Gelsenkirchen Hbf – Wanne-Eickel-Hbf – Recklinghausen Süd – Recklinghausen Hbf – Marl-Sinsen – Haltern am See – Sythen – Dülmen – Buldern – Nottuln-Appelhülsen – Senden-Bösensell – Münster-Albachten (stündlich) – Münster (Westfalen) Hbf | 60 (30) Münster-Essen                                   | DB Regio NRW     | 1429             |
| RB27  | Rhein-Erft-Bahn          | Mönchengladbach Hbf – Rheydt Hbf – Rheydt-Odenkirchen – Hochneukirch – Jüchen – Grevenbroich – Rommerskirchen – Stommeln – Pulheim – Köln-Ehrenfeld – Köln Hbf – Köln Messe/Deutz – Köln/Bonn Flughafen – Troisdorf – Friedrich Wilhelmshütte – Menden (Rheinl) – Bonn-Beuel – Bonn-Oberkassel – Niederdollendorf – Königswinter – Rhöndorf – Bad Honnef (Rhein) – Unkel – Erpel (Rhein) – Linz (Rhein) – Leubsdorf (Rhein) – Bad Hönningen – Rheinbrohl – Leutesdorf (Rhein) – Neuwied – Engers – Vallendar – Koblenz-Ehrenbreitstein – Koblenz Hbf | 60                                                      | DB Regio NRW     | 425              |
| RB33  | Rhein-Niers-Bahn         | Aachen Hbf – Aachen Schanz – Aachen West – Kohlscheid – Herzogenrath – Übach-Palenberg – Geilenkirchen – Lindern – Brachelen – Hückelhoven-Baal – Erkelenz – Herrath – Wickrath – Rheydt Hbf – Mönchengladbach Hbf – Viersen – Anrath – Krefeld-Forsthaus – Krefeld Hbf – Krefeld-Oppum – Krefeld-Linn – Krefeld-Uerdingen – Krefeld-Hohenbudberg Chempark – Rheinhausen – Rheinhausen-Ost – Duisburg-Hochfeld Süd – Duisburg Hbf – Mülheim(Ruhr)-Styrum – Mülheim (Ruhr) Hbf – Essen-West – Essen Hbf – Essen-Steele | 60                                                      | DB Regio NRW     | 1440             |
| RB34  | Schwalm-Nette-Bahn       | Mönchengladbach Hbf – Rheydt Hbf – Mönchengladbach-Rheindahlen – Mönchengladbach-Genhausen – Wegberg – Wegberg-Arsbeck – Wegberg-Dalheim | 60 (120) Wochenenden und Feiertags                      | Vias Rail        | 622              |
| RB35  | Emscher-Niederrhein-Bahn | Mönchengladbach Hbf – Viersen – Anrath – Krefeld-Forsthaus – Krefeld Hbf – Krefeld-Oppum – Krefeld-Linn – Krefeld-Uerdingen – Krefeld-Hohenbudberg Chempark – Rheinhausen – Rheinhausen-Ost – Duisburg-Hochfeld Süd – Duisburg Hbf – Oberhausen Hbf – Essen-Dellwig – Essen-Bergeborbeck – Essen-Altenessen – Essen Zollverein Nord – Gelsenkirchen Hbf | 60 (Werktags)                                           | Vias Rail        | 9429             |
| S8    | S-Bahn Rhein Ruhr        | Mönchengladbach Hbf – Mönchengladbach-Lürrip – Korschenbroich – Kleinenbroich – Kaarst-Büttgen – Neuss Hbf – Neuss Am Kaiser – Neuss Rheinparkcenter – Düsseldorf-Hamm – Düsseldorf-Völklinger Straße – Düsseldorf-Bilk – Düsseldorf-Friedrichstadt – Düsseldorf Hbf – Düsseldorf-Flingern – Düsseldorf-Gerresheim – Erkrath – Hochdahl – Hochdahl-Milrath – Haan-Gruiten – Wuppertal-Vohwinkel – Wuppertal-Sonnborn – Wuppertal Zoologischer Garten – Wuppertal-Steinbeck – Wuppertal Hbf – Wuppertal-Unterbarmen – Wuppertal-Barmen – Wuppertal-Oberbarmen – (Wuppertal-Langerfeld – Schwelm West – Schwelm – Gevelsberg West – Gevelsberg-Kipp – Gevelsberg Hbf – Gevelsberg-Knapp – Hagen-Westerbauer – Hagen-Heubing – Hagen-Wehringhausen – Hagen Hbf) | 30 20 (Werktags) (60) Wuppertal- Oberbarmen – Hagen Hbf | DB Regio NRW     | 1440             |

Des Weiteren verkehren vom ZOB auf dem Bahnhofsvorplatz zahlreiche Buslinien in alle Stadtbezirke und ins Umland.

### Fernverkehr

Umgeleiteter ICE aus Amsterdam Centraal im Mönchengladbacher Hauptbahnhof

Lange Zeit verkehrte in Mönchengladbach Hauptbahnhof nach der Abschaffung der Schnellzug-Relation Köln–Eindhoven und des Interregio Aachen–Erfurt planmäßig kein Fernverkehr. Somit war die Stadt Mönchengladbach an der Einwohnerzahl gemessen die größte Stadt ohne Fernverkehrsanschluss in Deutschland. Gelegentlich hielten im Mönchengladbacher Hauptbahnhof noch ICE, wenn diese (z. B. wegen Bauarbeiten oder einer Streckensperrung) auf dem Weg nach Amsterdam von der Bahnstrecke Oberhausen–Arnheim über Mönchengladbach–Eindhoven umgeleitet wurden.
Die Deutsche Bahn gab im Oktober 2009 bekannt, dass Mönchengladbach Hauptbahnhof zum Fahrplanwechsel am 13. Dezember 2009 wieder an das nationale Fernverkehrsnetz angeschlossen werden würde. Nach erfolgtem Fahrplanwechsel verkehrt nun freitags und sonntags jeweils eine IC- und ICE-Verbindung zwischen Berlin und Mönchengladbach. Die IC-Verbindungen werden von bzw. nach Aachen geführt.
Am 13. Dezember 2009 wurde die neue Fernverkehrsverbindung mit einer Willkommensfeier eröffnet.
Außerdem verkehrt seit dem Fahrplanwechsel im Dezember 2013 montags bis freitags das IC-Zugpaar 2222/2223 Aachen–Mönchengladbach–Krefeld–Berlin.
Zum Fahrplanwechsel im Dezember 2020 wurde die IC-Verbindung Aachen–Mönchengladbach–Berlin auf ICE umgestellt. Hinzu kommt außerdem eine tägliche zusätzliche ICE-Leistung Berlin–Mönchengladbach (ICE 846).
Mit dem Fahrplanwechsel im Dezember 2023 wurden bestehende Verbindungen aktualisiert.
Die Laufwege der Fernverkehrsverbindungen im Fahrplanjahr 2024(Stand: Dezember 2023):
| Linie  | Zugnummer   | Linienverlauf | Verkehrstage                                                                      | Fahrzeuge                       |
| ------ | ----------- | --- | --------------------------------------------------------------------------------- | ------------------------------- |
| ICE 10 | ICE 846     | Berlin Ostbahnhof – Berlin Hbf – Berlin-Spandau – Wolfsburg Hbf – Hannover Hbf – Bielefeld Hbf – Hamm (Westfalen) Hbf – Dortmund Hbf – Bochum Hbf – Essen Hbf – Duisburg Hbf – Düsseldorf Hbf – Neuss Hbf – Mönchengladbach Hbf – (Rheydt Hbf – Erkelenz – Geilenkirchen – Aachen Hbf)                                                                 | Täglich (So)                                                                      | siebenteilige ICE 4             |
| ICE 14 | ICE 1545    | Aachen Hbf – Herzogenrath – Geilenkirchen – Erkelenz – Rheydt Hbf – Mönchengladbach Hbf – Viersen – Krefeld Hbf – Duisburg Hbf – Essen Hbf – Bochum Hbf – Dortmund Hbf – Hamm (Westfalen) Hbf – Gütersloh Hbf – Bielefeld Hbf – Herford – Hannover Hbf – Wolfsburg Hbf – Berlin-Spandau – Berlin Hbf – Berlin Ostbahnhof                               | Mo–Sa                                                                             | ICE T                           |
| ICE 14 | ICE 757     | Aachen Hbf – Herzogenrath – Geilenkirchen – Erkelenz – Rheydt Hbf – Mönchengladbach Hbf – Viersen – Krefeld Hbf – Duisburg Hbf – Essen Hbf – Bochum Hbf – Dortmund Hbf – Hamm (Westfalen) Hbf – Gütersloh Hbf – Bielefeld Hbf – Herford – Hannover Hbf – Wolfsburg Hbf – Berlin-Spandau – Berlin Hbf – Berlin Ostbahnhof                               | Täglich                                                                           | ICE T                           |
| ICE 14 | ICE 1544    | Berlin Ostbahnhof – Berlin Hbf – Berlin-Spandau – Wolfsburg Hbf – Hannover Hbf – Herford – Bielefeld Hbf – Gütersloh Hbf – Hamm (Westfalen) Hbf – Dortmund Hbf – Bochum Hbf – Essen Hbf – Duisburg Hbf – Krefeld Hbf – Viersen – Mönchengladbach Hbf – Rheydt Hbf – Erkelenz – Geilenkirchen – Herzogenrath – Aachen Hbf                               | Fr, So und Feiertags                                                              | ICE T                           |
| ICE 43 |             | Amsterdam Centraal – Utrecht Centraal – ’s-Hertogenbosch – Mönchengladbach Hbf – Köln Hbf – Frankfurt (Main) Flughafen Fernbahnhof – Mannheim Hbf – Karlsruhe Hbf – Offenburg – Freiburg (Breisgau) Hbf – Basel SBB | Von 6. bis 19. Januar. Von 14. Mai bis 14 Juni. Von 2. bis zum 24. November 2024  | ICE 3neo                        |
| ICE 78 |             | Amsterdam Centraal – Utrecht Centraal – ’s-Hertogenbosch – Mönchengladbach Hbf – Köln Hbf – Frankfurt (Main) Flughafen Fernbahnhof – Frankfurt (Main) Hbf | Von 6. bis 19. Januar. Von 14. Mai bis 14 Juni. Von 2. bis zum 24. November 2024  | ICE 3neo                        |
| ICE 43 | ICE 235     | Amsterdam Centraal – Utrecht Centraal – ’s-Hertogenbosch – Mönchengladbach Hbf – Köln Hbf – Frankfurt (Main) Flughafen Fernbahnhof – Mannheim Hbf – Karlsruhe Hbf – Offenburg – Freiburg(Breisgau)Hbf – Basel SBB | Von 6. bis 19. Januar. Von 14. Mai bis 14. Juni. Von 2. bis zum 24. November 2024 | ICE 3neo                        |
| NJ/IC  | 402/403     | Zürich HB – Basel SBB – Freiburg (Breisgau) Hbf – Karlsruhe Hbf – Frankfurt (Main) Hbf – Mainz Hbf – Köln Hbf – Mönchengladbach Hbf – ’s-Hertogenbosch – Utrecht Centraal – Amsterdam Centraal | Von 6. bis 19. Januar. Von 14. Mai bis 14. Juni. Von 2. bis zum 24. November 2024 | BR 193 + ÖBB Nachtzugreisewagen |
| NJ/IC  | 420/421     | Innsbruck Hbf – Jenbach – Wörgl Hbf – Kufstein – München Ost – Augsburg Hbf – Nürnberg Hbf* – Frankfurt (Main) Süd – Frankfurt (Main) Flughafen Fernbahnhof – Mainz Hbf – Koblenz Hbf – Bonn Hbf – Köln Hbf – Mönchengladbach Hbf – ’s-Hertogenbosch – Utrecht Centraal – Amsterdam Centraal                                                           | Von 6. bis 19. Januar. Von 14. Mai bis 14. Juni. Von 2. bis zum 24. November 2024 | BR 193 + ÖBB Nachtzugreisewagen |
| NJ/IC  | 40490/40491 | Wien Hauptbahnhof Autoreisezuganlage – Wien-Meidling – St. Pölten Hbf – Amstetten – Linz Hbf – Wels Hbf – Passau Hbf – Regensburg Hbf – Nürnberg Hbf* – Frankfurt (Main) Süd – Frankfurt (Main) Flughafen Fernbahnhof – Mainz Hbf – Koblenz Hbf – Bonn Hbf – Köln Hbf – Mönchengladbach Hbf – ’s-Hertogenbosch – Utrecht Centraal – Amsterdam Centraal | Von 6. bis 19. Januar. Von 14. Mai bis 14. Juni. Von 2. bis zum 24. November 2024 | BR 193 + ÖBB Nachtzugreisewagen |

":Ohne Halt in Mönchengladbach Hbf, allerdings über Mönchengladbach Hbf
*Vereinigt bis/von Nürnberg Hbf
Die Linien/Züge ICE 43/78, ICE 235, NJ/IC 402/403, NJ/IC 420/21 und NJ/IC 40490/40491 verkehren 2024 über Mönchengladbach Hbf aufgrund von Bauarbeiten an der Bahnstrecke Duisburg – Arnheim.